# Hugo Gernsback

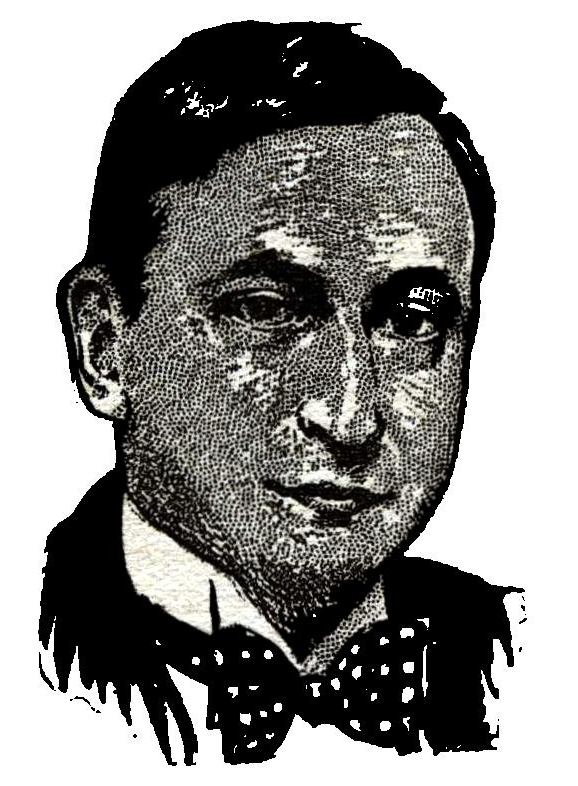

Hugo Gernsback (nacido Hugo Gernsbacher, Luxemburgo, 16 de agosto de 1884 - Nueva York, 19 de agosto de 1967) fue un editor y escritor luxemburgués-estadounidense, cuyas publicaciones incluyeron la primera revista de ciencia ficción, Amazing Stories. Sus contribuciones al género de ciencia ficción como editor fueron tan significativas que, junto con los novelistas H. G. Wells y Julio Verne, ha sido considerado como «El padre de la ciencia ficción».En su honor, los premios anuales de la Convención mundial de ciencia ficción son llamados Premios Hugo.
Gernsback emigró a los Estados Unidos en 1904, y se convirtió en ciudadano posteriormente. Fue también una figura importante en las industrias electrónica y de la radio, fundando incluso una estación radial, WRNY, así como la primera revista en el mundo sobre electrónica y radioafición, Modern Electrics. Fue también un pionero en nuevas tecnologías (entre otras cosas, diseñó dos nuevos instrumentos musicales electrónicos: el pianorad y el staccatone). 

## Biografía
Nacido en Luxemburgo, Gernsback emigró a Estados Unidos en 1904. Estuvo casado tres veces: con Rose Harvey en 1906, con Dorothy Kantrowitz en 1921 y con Mary Hancher en 1951. En 1925, Hugo Gernsback fundó la estación de radio WRNY.
Antes de entrar en el mundo de la escritura, Gernsback fue un empresario que trabajó en la industria de la electrónica, importando piezas de radio de Europa a Estados Unidos. En abril de 1908 fundó Modern Electrics, la primera revista acerca de electrónica. En 1913 fundó Amazing Stories, una revista similar en la cual empezó a incluir historias de ciencia ficción, incluyendo su propia novela, Ralph 124C 41+. En 1919 creó la revista de tecnología Radio News. Murió en Nueva York el 19 de agosto de 1967, a los ochenta y tres años.

## Ciencia ficción

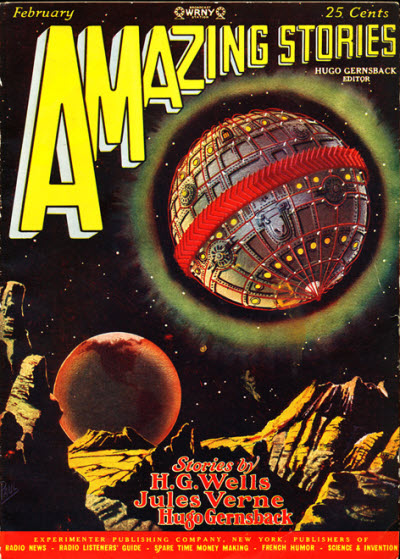
La segunda novela de Gernsback, Baron Münchausen's Scientific Adventures, fue serializada en Amazing Stories en 1928, y su número inicial apareció en la carátula del número de febrero.

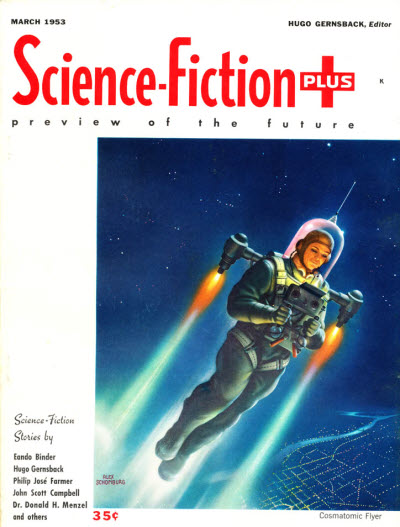
El cuento de Gernsback «The Cosmatomic Flyer», bajo el pseudónimo de Greno Gashbuck, apareció en la carátula en el primer número de Science-Fiction Plus de Gernsback, en 1953.

Gernsback ofreció un foro para el género moderno de la ciencia ficción en 1926 al fundar la primera revista dedicada a ello, Amazing Stories. El número inaugural de april estaba compuesto por un editorial de una página y reimpresiones de seis cuentos, tres de ellos escritos menos de diez años antes, y otros tres de Poe, Verne y Wells. Gernsback afirmó que su interés en el concepto inició al leer de niño una traducción de la obra de Percival Lowell. Su idea de una historia perfecta de ciencia ficción era «75 por ciento literatura entretejida con 25 por ciento de ciencia».Como editor, apreciaba el objetivo de la precisión científica en las historias de ciencia ficción:

Gernsback no solo estableció un pánel de expertos—todos profesionales respetados de universidades, museos e institutos—para que juzgaran la fidelidad de la ciencia, sino que también animaba a sus escritores a explicar mejor los detalles científicos empleados en sus historias, a comentar sobre las imposibilidades en las historias de los demás, e incluso ofrecía a sus lectores dinero como premio por identificar errores científicos.
Andrew Ross (1991).

Gernsback también jugó un papel importante en iniciar la comunidad de fandom de la ciencia ficción, al organizar la Science Fiction League, una asociación de aficionados al género,y al publicar las direcciones de personas que escribían cartas a sus revistas. Gracias a esto, los aficionados empezaron a organizarse y a percibirse como un movimiento, factor que probablemente fue determinante para la historia del género.
Gernsback creó el término «cientificción» para referirse al naciente género en 1916. Se le atribuye a veces acuñar el término de «ciencia ficción» en 1929 en el prefacio al primer número de Science Wonder Stories, si bien se han encontrado ejemplos del uso de «ciencia-ficción» (casi siempre escrito con un guion) que datan de 1851, además que el prefacio en mención no menciona que se trate de un término nuevo.
En 1929, Gernsback perdió la propiedad de sus primeras revistas tras un litigio de bancarrota. Existe algún debate respecto a si este proceso legal fue genuino, si se trató de una manipulación del editor Bernarr Macfadden, o si se trató de una estratagema de Gernsback para crear otra empresa. Tras perder el control de Amazing Stories, Gernsback creó dos nuevas revistas de ciencia ficción, Science Wonder Stories y Air Wonder Stories. Un año después, a raíz de los problemas económicos de la Gran Depresión, las dos revistas se fusionaron en Wonder Stories, que Gernsback siguió publicando hasta 1936, cuando fue vendida al editorial Thrilling Publications y fue rebautizada Thrilling Wonder Stories. Gernsback regresó a la publicación de ciencia ficción en 1952 y 1953 al fundar la revista Science-Fiction Plus.
Gernsback fue famoso por prácticas de negocios astutas y a veces turbias, y por pagar a sus escritores estipendios extremadamente bajos  o no pagarles nada. H. P. Lovecraft y Clark Ashton Smith se referían a él como «Hugo la Rata».

El escritor de ciencia ficción Barry Malzberg afirmó que:
La venalidad y corrupción de Gernsback, su ruindad y su total desprecio por los derechos financieros de los escritores, han sido bien documentados y discutidos en la literatura crítica y de aficionados. Que el fundador de la ciencia ficción de género que dio su nombre al premio más prestigioso del campo y quien fuera invitado de honor de la Worldcon de 1952 fue en gran medida un estafador (y un estafador desdeñoso que estafaba a sus escritores al tiempo que se pagaba a sí mismo 100 000 dólares al año como presidente de Gernsback Publications) ha quedado claramente establecido.
Jack Williamson, que tuvo que contratar a un abogado asociado al American Fiction Guild para obligar a Gernsback a pagarle, resumió su importancia para el género:
En cualquier caso, su principal influencia en el campo fue simplemente poner en marcha Amazing Stories y Wonder Stories y hacer que la ciencia ficción llegara a los quioscos públicos—y dar nombre al género que antes había llamado «cientificción». 

## Homenajes
- Los Premios Hugo se denominaron así en su honor.[22][23]
- El cráter lunar Gernsback lleva este nombre en su memoria.